# Národní park Glaciares de Santiago
Národní park Glaciares de Santiago je jedním z řady chilských národních parků. Nachází se v centrálním Chile, Metropolitním regionu, v provincii Cordillera. Vyhlášen byl v roce 2023 a jeho rozloha je 751 km². Je lokalizován v nejvýše položených částech povodí řek Olivares a Colorado, přítoků řeky Maipo (od nadmořské výšky 3600 m n. m. výše). 

## Popis
Nejvyššími body jsou masivy Tupungato (6635 m n. m.), Cerro Alto San Juan (6148 m n. m.), Cerro Marmolejo (6108 m n. m.), Nevado El Plomo (6070 m n. m.) a Nevado de los Piuquenes (6019 m n. m.) - všechny na chilsko-argentinské státní hranici. Ledovce a voda z nich vytékající hrají významnou roli ve vodním hospodářství města Santiago de Chile a jeho metropolitní oblasti, které je od parku vzdálené přibližně 60 km.
Vzhledem k nadmořské výšce je zdejší vegetace řídká a polohopisně fragmentovaná. Rostou zde společenstva vytrvalých bylin, která zřídka přesahují 30 cm na výšku. 

## Fotogalerie

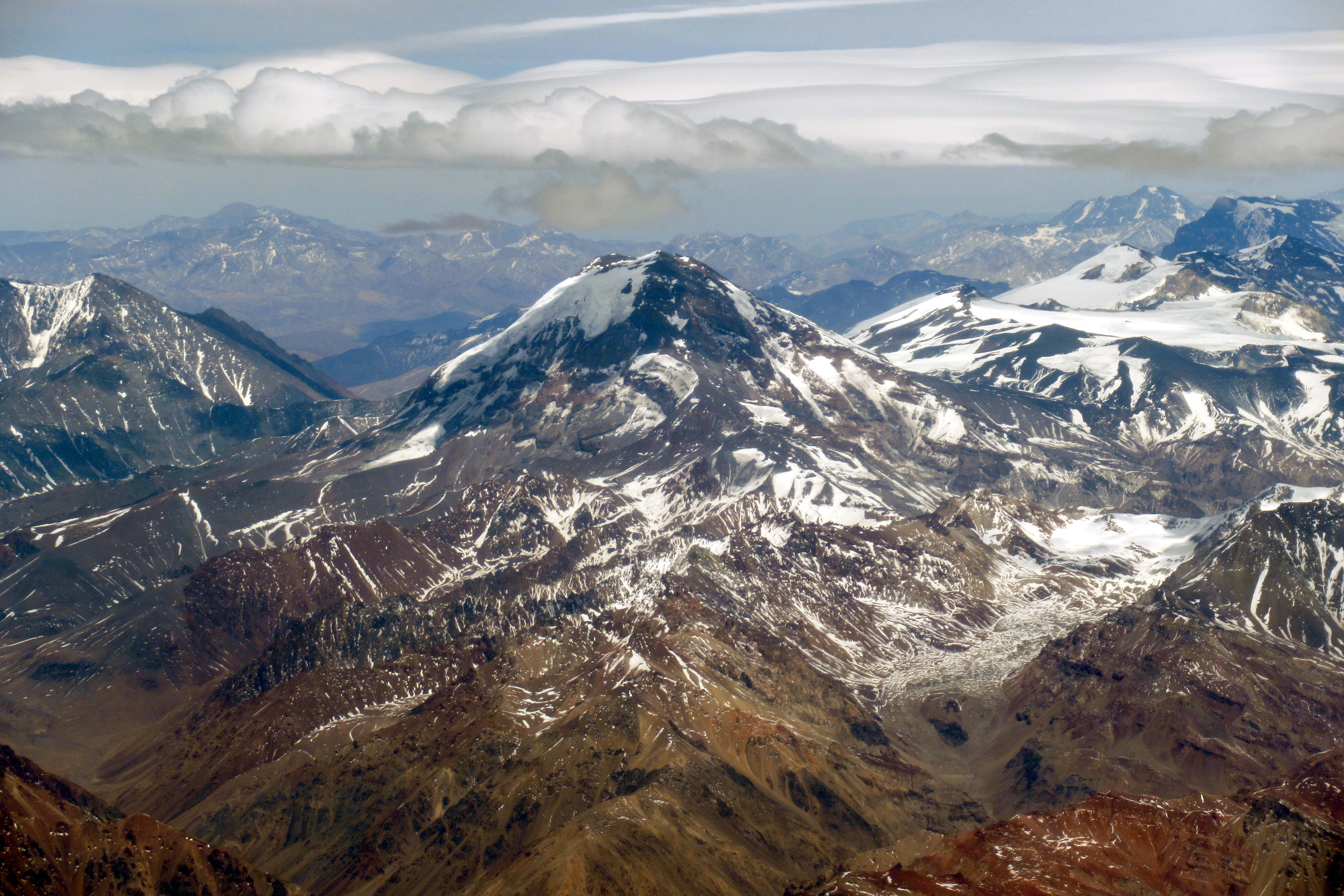
Tupungato
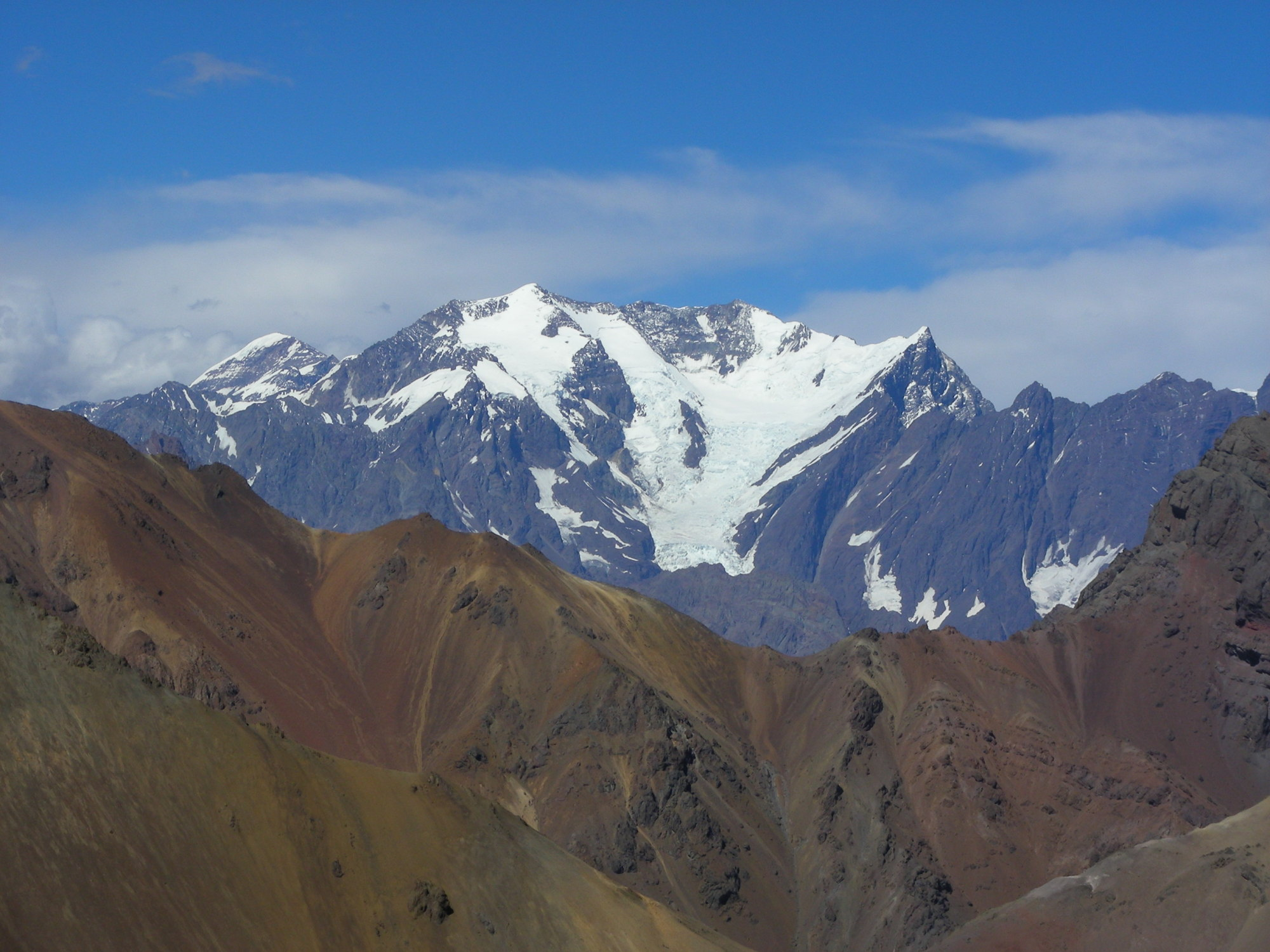
Juncal Sur
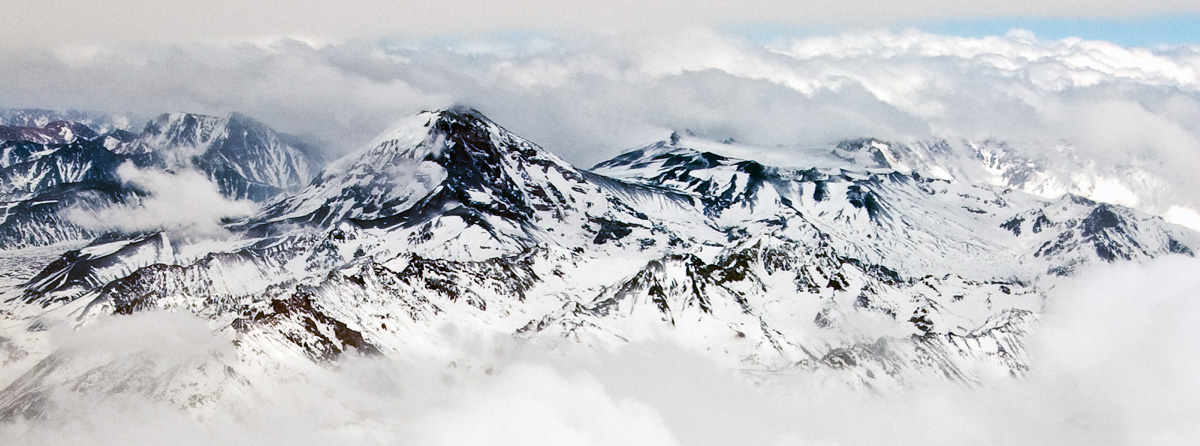
Tupungatito